# 1193
| [ Edytuj tabelę ]                |                                                                |
| Książę Małopolski                | - 1177 Kazimierz II Sprawiedliwy 1194                          |
| Książę Wielkopolski              | - 1177 Odon Mieszkowic 1194 - 1182 Mieszko III Stary 1202      |
| Król Angkoru                     | - 1181 Dżajawarman VII 1218                                    |
| Król Anglii                      | - 1189 Ryszard I Lwie Serce 1199                               |
| Król Aragonii i hrabia Barcelony | - 1164 Alfons II Aragoński 1196                                |
| Książę Bawarii                   | - 1183 Ludwik I 1231                                           |
| Margrabia Brandenburgii          | - 1184 Otto II 1205                                            |
| Książę Burgundii                 | - 1192 Eudes III 1218                                          |
| Cesarz Bizancjum                 | - 1185 Izaak II Angelos 1195                                   |
| Car Bułgarii                     | - 1187 Asen I 1196                                             |
| Cesarz Chin                      | - 1189 Song Guangzong 1194                                     |
| Władca Cypru                     | - 1192 Gwidon de Lusignan 1194                                 |
| Książę Czech                     | - 1192 Henryk Brzetysław 1193 - 1193 Władysław III Henryk 1197 |
| Król Danii                       | - 1182 Kanut VI 1202                                           |
| Władca Egiptu                    | - 1171 Saladyn 1193 - 1193 Al-Aziz Usman 1198                  |
| Cesarz Etiopii                   | - 1189 Gebre Meskel 1229                                       |
| Król Francji                     | - 1180 Filip II August 1223                                    |
| Król Gruzji                      | - 1184 Tamara 1213                                             |
| Hrabia Holandii                  | - 1190 Dirk VII 1203                                           |
| Cesarz Japonii                   | - 1183 Go-Toba 1198                                            |
| Kalif                            | - 1180 An-Nasir 1225                                           |
| Król Kastylii                    | - 1158 Alfons VIII Szlachetny 1214                             |
| Patriarcha Konstantynopola       | - 1191 Jerzy II Ksyfilin 1198                                  |
| Władca Korei                     | - 1170 Myŏngjong 1197                                          |
| Król Leónu                       | - 1188 Alfons IX 1230                                          |
| Kalif Maroka                     | - 1184 Jakub al-Mansur 1199                                    |
| Król Nawarry                     | - 1150 Sancho VI 1194                                          |
| Król Norwegii                    | - 1177 Sverre Sigurdsson 1202                                  |
| Hrabia Palatynatu                | - 1155 Konrad Hohenstauf 1195                                  |
| Papież                           | - 1191 Celestyn III 1198                                       |
| Król Portugalii                  | - 1185 Sancho I 1211                                           |
| Sułtan Rumu                      | - 1192 Kaj Chusrau I 1196                                      |
| Książę Rusi halickiej            | - 1189 Włodzimierz II 1199                                     |
| Książę Saksonii                  | - 1180 Bernard III 1212                                        |
| Król Szkocji                     | - 1165 Wilhelm I 1214                                          |
| Król Szwecji                     | - 1173 Knut Eriksson 1196                                      |
| Doża Wenecji                     | - 1192 Enrico Dandolo 1205                                     |
| Król Węgier                      | - 1172 Bela III 1196                                           |

Rok 1193 / MCXCIII
stulecia: XI wiek ~
XII wiek ~
XIII wiek

lata: 1183 «
1188 «
1189 «
1190 «
1191 «
1192 «
1193
» 1194
» 1195
» 1196
» 1197
» 1198
» 1203

## Wydarzenia w Polsce
- 9 kwietnia – papież Celestyn III wydał bullę zatwierdzającą posiadłość opactwa Najświętszej Marii Panny na Piasku we Wrocławiu oraz wzmiankującą po raz pierwszy wiele miejscowości w Polsce.
- 2 sierpnia – zmarł książę kaliski Mieszko Młodszy, został pochowany w kolegiacie św. Pawła Apostoła w Kaliszu; Mieszko III Stary przekazał księstwo kaliskie najstarszemu synowi Odonowi.

## Wydarzenia na świecie
- Europa
  - Filip II August ożenił się z Ingeborgą, córką króla Danii Waldemara I Wielkiego
  - Pierwsze wzmianki o Czarnobylu

## Urodzili się
- Klara z Asyżu, włoska zakonnica, współzałożycielka klarysek, święta (ur. 1193 lub 1194; zm. 1253)
- Julianna z Cornillon, belgijska augustianka, której zabiegi doprowadziły do ustanowienia święta Bożego Ciała, przeorysza klasztoru w Mont Cornillon, święta katolicka (zm. 1258)

## Zmarli
- 4 marca – Saladyn, wódz i polityk muzułmański pochodzenia kurdyjskiego, sułtan Egiptu, władca imperium rozciągającego się od Sudanu po Syrię, od Jemenu przez Półwysep Arabski, Irak do Turcji uważany za założyciela dynastii Ajjubidów (ur. 1137 lub 1138)
- 2 sierpnia – Mieszko Młodszy, książę kaliski w latach 1191–1193 z dynastii Piastów
- 8 września – Robert de Sablé, jedenasty wielki mistrz zakonu templariuszy
- 23 grudnia – Torlak, islandzki duchowny katolicki, biskup Skálholtu, uznawany przez Kościół katolicki za świętego (ur. 1133)
- I Karmapa, mistrz buddyjski, przywódca tybetańskiej szkoły Karma Kagyu
- Balian z Ibelinu, osobistość związana z Królestwem Jerozolimskim